# Un Noël tous ensemble
Pour plus de détails, voir Fiche technique et Distribution.
Un Noël tous ensemble (titre original : Coming Home For Christmas) est un film de Noël canadien écrit par Kyle McGlohon et Bruce Spiegelman et réalisé Vanessa Parise. Il comprend en vedette : Ben Hollingsworth, Amy Jo Johnson, Carly McKillip et Britt McKillip. Le film sort directement en DVD aux États-Unis et au Canada le 29 octobre 2013.
En France, il sort directement en DVD le 17 novembre 2015.

## Synopsis
Deux sœurs, fâchées depuis longtemps, tentent de réunir leurs parents pour Noël, afin d'éviter leur séparation.

## Fiche technique
- Titre original : Coming Home For Christmas
- Titre québécois :
- Réalisation : Vanessa Parise
- Scénario : Kyle McGlohon, Bruce Spiegelman
- Costumes :
- Photographie :
- Montage :
- Musique :
- Production : NGN
- Société de distribution :
- Pays d'origine :  Canada
- Langue : Anglais
- Genre : Noël
- Format :
- Durée : 87 minutes
- Dates de sortie :  États-Unis : 29 octobre 2013
- Classification : tout public

## Distribution
- Ben Hollingsworth (VF : Jean-Pierre Leblan) : Mike
- Amy Jo Johnson : Wendy
- Carly McKillip (VF : Nathalie Bienaimé) : Kate
  - Sarah Madison Barrow : Kate jeune
- Britt McKillip (VF : Marie Nonnenmacher) : Melanie
  - Dakota Guppy : Melanie jeune
- George Canyon : Al
- Kennedi Clements : Samantha
- Jordan McIntosh (VF : Adrien Solis) : Ryan
- Vanessa Parise : Jill
- Aaron Pritchett : Harry

## À noter
- Ce film est considéré comme un téléfilm dans les pays francophones, parce qu'il fut diffusé à la télévision. C'est une erreur, car en fait, c'est un véritable film[4].